# نیوجرزی تک هایلندرز
نیوجرزی هایلندرز (به انگلیسی: New Jersey Tech Highlanders) به آن دسته از تیم‌های ورزشی دانشگاهی که در رده اول «ان‌سی‌ای‌ای» تیم‌های ورزشی «مؤسسه تکنولوِژی نیوجرزی» می‌باشند گفته می‌شود. نیوجرزی هایلندر دارای ۹ رشته ورزشی برای آقایان و ۸ رشته ورزشی برای بانوان می‌باشد.